# Edmond Coarer-Kalondan
Edmond Coarer-Kalondan, né le 14 juillet 1909 à Nantes, où il est mort le 11 juin 1981, est un écrivain français originaire de Nantes. 

## Biographie

### Enfance et formation
Il naît le 14 juillet 1909.

### Carrière
Edmond crée au lycée une association de Bretons qui publie un Cahier, Pautred breton.
Devenu conférencier, notamment à la radio de Rennes, il fait partager son amour de la Bretagne.
Il a écrit des articles pour le Vieux-Bahut, le journal de l’Amicale des anciens élèves, dont Triptyque en l’honneur de feu le Pont-transbordeur, et a laissé des mémoires inédites où il évoque le lycée et son camarade Maurice Lebesque.
Il fait partie de l'Association des écrivains de l'Ouest.

## Publications
- Myrddin. Poème néo-celtique ; Nantes, imprimerie du commerce, 1934 (dédié à Taldir Jaffrennou).
- La Bretagne vue par (ouvrage collectif, avec Auguste Bergot, Jac Pohier, Paulette Delamaire, Jean Petibon, Anne Selle, Jules Braud, Ronan de Kermené, C. Bauguion, Marie Droüart, Annie de Portgamp, Pierre Omnès, Henensal, M. P. Le Guennec, Henry Bister, Paul Viny, André Guillemot, Georges Tattevin, Yann Oulc'hen, Joseph Coquelin, Job de Roincé, Jean Choleau ; Rennes, Imprimerie commerciale du Nouvelliste, 1944.
- Edmond Coarer-Kalondan et Pierre Péron, Youenn: le chercheur de pain klasker bara, Celtics chadenn, coll. « Seiz breur », 2002 (ISBN 978-2-84722-021-6)
- Nantes pittoresque et disparu (préface de Jean Sarment) ; P., éd. M. Daubin, 1947.
- Les aventures du Roi Baco, marin nantais (roman) ; Saint-Brieuc, Presses Bretonnes, 1956.
  - réédition : La Découvrance, 1999.
- Roi Baco, marin nantais (1956)
- Clisson ; Nantes, Imprim. Allain, 1959.
- La scandaleuse affaire Gilles de Retz ; P., éditions du Scorpion, 1961.
- Edmond Coarer-Kalondan, Le druidisme ou La lumière de l'Occident, Celtics chadenn, coll. « Collection Brittia », 2003 (ISBN 978-2-84722-051-3)
- Les Celtes et les extra-terrestres, avec la collaboration de Gwezenn-Dana ; Verviers, Marabout, 1973, 186 pages.
- L'Énigme des mégalithes, avec la collab. de Gwezenn-Danna ; Verviers, Marabout, 1974, 189 pages.